# العرينة (الرضمة)

تعديل مصدري - تعديل

العرينة هي إحدى قرى عزلة عجيب بمديرية الرضمة التابعة لمحافظة إب، بلغ تعداد سكانها 504 نسمة حسب تعداد اليمن لعام 2004.